# Heksanitrobenzen
Heksanitrobenzen, takođe poznat kao HNB, je eksplozivno jedinjenje visoke gustine sa hemijskom formulom C
6N
6O
12, dobijeno oksidacijom aminske grupe pentanitroanilina vodonik - peroksidom u sumpornoj kiselini. Sadrži 6 atoma ugljenika i ima molekulsku masu od 348,097 .

## Osobine
| Osobina                  | Vrednost |
| ------------------------ | -------- |
| Broj akceptora vodonika  | 12       |
| Broj donora vodonika     | 0        |
| Broj rotacionih veza     | 6        |
| Particioni koeficijent ( | 1,2      |
| Rastvorljivost (logS, log(mol/L))       | -10,1    |
| Polarna površina (PSA, Å2)  | 274,9    |

## Svojstva
Stabilna konformacija ovog molekula ima nitro grupe rotirane van ravni centralnog benzenskog prstena. Molekul usvaja konformaciju nalik propeleru u kojoj su nitro grupe rotirane za oko 53° od ravni.
HNB ima nepoželjno svojstvo da je umereno osetljiv na svetlost i stoga ga je teško bezbedno koristiti. Od 2021. godine, ne koristi se ni u jednoj proizvodnji eksploziva, iako se koristi kao prekursorska hemikalija u jednoj metodi proizvodnje TATB-a, drugom eksplozivu.
HNB je eksperimentalno korišćen kao izvor gasa za eksplozivno pumpani gasnodinamički laser. U ovoj primeni, HNB i tetranitrometan su poželjniji od konvencionalnijih eksploziva jer su produkti eksplozije CO
2 i N
2 dovoljno jednostavna mešavina za simulaciju gasnodinamičkih procesa i prilično slična konvencionalnom gasnodinamičkom laserskom mediju. Voda i proizvodi vodonika mnogih drugih eksploziva mogu da ometaju vibraciona stanja CO
2 u ovom tipu lasera.

## Sinteza
Tokom Drugog svetskog rata u Nemačkoj je predložen metod sinteze heksanitrobenzena, a proizvod je trebalo da se proizvodi u poluindustrijskoj razmeri po sledećoj šemi:
C
6H
3(NO
2)
3 → C
6H
3(NHOH)
3 (delimična redukcija)
C
6H
3(NHOH)
3 → C
6(NO
2)
3(NHOH)
3 (nitracija)
C
6(NO
2)
3(NHOH)
3 → C
6(NO
2)
6 (oksidacija)
Potpuna nitracija benzena je praktično nemoguća jer su nitro grupe deaktivirajuće grupe za dalju nitraciju.
HNB se takođe može dobiti drugom metodom. Trinitrobenzen se prvo kuva sa gvozdenim strugotinama i hlorovodoničnom kiselinom. Dobijeni 3,5-dinitroanilin se tretira sa velikim viškom koncentrovane azotne kiseline, ili smeše za nitriranje, na 5 °C (41 °F), a zatim se temperatura podiže na 70 °C (158 °F). Posle 4 sata, smeša je ohlađena ispod 70 °C (158 °F). Pentanitroanilin C6 (NO2 )5NH2 je uklonjen suvim dihloretanom i nitrovan koncertovan sumporne i azotne kiseline.
Druga metoda je oksidisala pentanitroanilin vodonik-peroksidom u velikom višku od 20% oleuma na temperaturi od 0—25 °C (32—77 °F). Kristali su dobro isprani i rekristalisani sa hloroformom.
Pogodniji način da se dobije pentanitroanilin - konverzija 2,4,6-trinitrotoluena sa vodonik-sulfidom u 2-amino-4,6-dinitrotoluensku kiselinu i nitriranje ove druge smešom HNO3 / H2SO4 do dati pentanitroanilin.

## Dodatna svojstva
- Chapman-Jouget detonacioni pritisak: 43 GPa
- Gustina kristala: 2.01

## Fizička svojstva
Tačka topljenja 246—265 °C (475—509 °F) (u zavisnosti od metode prečišćavanja), sublimira na 200 °C (392 °F) u vakuumu bez raspadanja. Gustina, u zavisnosti od načina proizvodnje, iznosi 1,8 - 2,03 g / cm³.

## Eksplozivna svojstva
Pozitivne karakteristike eksploziva:
- Veoma velika brzina detonacije.
- Veoma visoka toplota raspadanja.
- Izuzetno visok brisanc.
- Visoka eksplozivnost.
- Visoka termička stabilnost, uporediva sa eksplozivima otpornim na toplotu.
- Nulti balans kiseonika.
- Može se mešati sa flegmatizatorima.
- Toplota eksplozije je 6,99 MJ/kg. Brzina detonacije - 9450 m/s pri gustini od 1,9 g/cm³. Pritisak na frontu detonacionog talasa je 40,6 GPa. Gustina - 2,01 g/cm³.

Nedostaci:
- Hidrolitička nestabilnost;
- visoka cena proizvodnje, zbog potrebe (u metodi sinteze koja se danas koristi) u koncentrovanom vodonik peroksidu i nekim drugim nijansama.
- nekompatibilnost sa amonijum soli.

## Proizvodnja
1. Da bi se dobio, TNB se prvo kuva sa gvožđem i hlorovodoničnom kiselinom, ili sa amonijum sulfidom. Dobijeni 3,5-dinitroanilin se tretira sa velikim viškom koncentrovane azotne kiseline ili smeše za nitriranje na 5 °C (41 °F), a zatim se temperatura podiže na 70 °C (158 °F). Posle 4 sata smeša se ohladi na ispod 70 °C (158 °F). Pentanitroanilin C6(NO2)5NH2 je odvojen suvim dihloretanom i nitrovan smešom konc. sumporne i azotne kiseline. Prema drugoj metodi, pentanitroanilin se oksiduje vodonik-peroksidom u velikom višku od 20% oleuma na temperaturi od 0—25 °C (32—77 °F). Kristali se temeljno isperu i rekristališu iz suvog hloroforma .
2. Takođe je opisan način proizvodnje korišćen u Nemačkoj tokom Drugog svetskog rata; zasniva se na redukciji nitro grupa trinitrobenzena (npr. vodonik-sulfida) u -NHOH, nitracijom sa konc. HNO3 до C6(NHOH)3(NO2)3 i naknadna oksidacija smešom HNO3 и CrO3 u HDD.
3. Pogodniji način za dobijanje pentanitroanilina je redukcija 2,4,6-trinitrotoluena sa vodonik-sulfidom u 2-amino-4,6-dinitrotoluen i nitriranje ovog poslednjeg u pentanitroanilin sa smešom HNO3/H2SO4. Pentanitroanilin, kao i HDNB, je hidrolitički nestabilan.

## Korišćenje
Heksanitrobenzen ima nepoželjno svojstvo da je umereno osetljiv na svetlost i stoga ga je teško bezbedno koristiti. Trenutno se ne koristi ni u jednoj primeni u proizvodnji eksploziva, iako se koristi kao hemijski prekursor u metodi proizvodnje triaminotrinitrobenzena (TATB), još jednog eksploziva.
HNB je eksperimentalno korišćen kao izvor gasa za dinamički gasni laser sa eksplozivnom pumpom. U ovoj primeni, poput tetranitrometana, oni su poželjniji u odnosu na konvencionalnije eksplozive jer su produkti eksplozije CO2 i N2 dovoljno jednostavna smeša za simulaciju gasnodinamičkih procesa i prilično slična laserskom medijumu.konvencionalna gasna dinamika. Voda i vodonični proizvodi mnogih drugih eksploziva mogu da ometaju vibraciona stanja CO2 u ovom tipu lasera.
Uglavnom se koristi za geološka istraživanja, kao i u uslovima potrebe za njegovom kolosalnom eksplozivnom snagom i termičkom stabilnošću, gde je cena eksploziva od sekundarnog značaja. Razmišlja se o vojnoj proizvodnji, ali zbog visoke cene podaci o širokoj upotrebi nisu dostupni. U vezi sa navedenim, njegova upotreba za terorističke aktivnosti je sve sumnjivija. Visoka eksplozivnost čini heksanitrobenzen obećavajućom komponentom raketnih goriva u budućnosti.

## Literatura
- Clayden, Jonathan; Greeves, Nick; Warren, Stuart; Wothers, Peter (2001). Organic Chemistry (I изд.). Oxford University Press. ISBN 978-0-19-850346-0.
- Smith, Michael B.; March, Jerry (2007). Advanced Organic Chemistry: Reactions, Mechanisms, and Structure (6th изд.). New York: Wiley-Interscience. ISBN 0-471-72091-7.
- Katritzky A.R.; Pozharskii A.F. (2000). Handbook of Heterocyclic Chemistry (Second изд.). Academic Press. ISBN 0080429882.